# Харлан Коубън
Харлан Коубън (на английски: Harlan Coben) е американски писател, автор на криминални романи и трилъри. Коубън е лауреат на литературните награди за криминални книги Едгар, Шеймъс и Антъни и е първият автор в историята, спечелил и трите.  Романите му са преведени на повечето езици и са популярни в цял свят. В България е издаван и като Харлан Кобън.

## Биография
Коубън е роден на 4 януари 1962 година в Нюарк, щата Ню Джърси, в еврейско семейство. Израства и ходи на училище в Ливингстън. Следва политика в частния колеж Амхърст в едноименния град в щата Масачузетс. Там членува в братството Psi Upsilon, чиито член по това време е и Дан Браун, авторът на Шифърът на Леонардо, с когото остават приятели и до днес. След дипломирането си Коубън работи в туристическата компания, основана от неговия дядо. Днес той живее в Риджуд, Ню Джърси, с жена си и четирите си деца. 
През последната си година в колежа Коубън решава да започне да пише книги. След като публикува два романа с несвързани сюжети през 1990 и 1991 г., писателят решава да започне серия трилъри с главно действащо лице Майрън Болитар – бивш баскетболист и настоящ спортен мениджър, на когото често се налага да разследва убийства, свързани с неговите клиенти. Издадени са девет романа от тази серия.
През 2001 г. е публикуван първият му роман с отделен от серията сюжет от 1995 г. насам – „Не казвай на никого“. Това е най-успешната му творба до момента, а през 2006 г. по нейна адаптация излиза френски филм, продуциран от Люк Бесон. „Дръж се здраво“ е първият му роман, който дебютира на първо място в класацията за бестселъри на в-к „Ню Йорк Таймс“.

### Самостоятелни романи
- Play Dead (1990)
- Miracle Cure (1991)
- Tell No One (2001)
Не казвай на никого, изд.: Санома Блясък България, София (2013), прев. Крум Бъчваров
- Gone For Good (2002)
Господари на нощта,
- No Second Chance (2003)
Няма втори шанс, изд.: ИК „Колибри“, София (2008), прев. Валерия Панайотова
- Just One Look (2004)
Само един поглед,
- The Innocent (2005)
Невинният, изд.: ИК „Колибри“, София (2008), прев. Павел Главусанов
- The Woods (2007)
Гората, изд.: ИК „Колибри“, София (2007), прев. Павел Главусанов
- Hold Tight (2008)
Дръж се здраво, изд.: ИК „Колибри“, София (2009), прев. Венцислав Венков
- Caught (2010)
Клопка, изд.: ИК „Колибри“, София (2011), прев. Мария Донева
- Stay Close (2012)
Остани, изд.: ИК „Колибри“, София (2014), прев. Мария Донева
- Six Years (2013)
Шест години, изд.: ИК „Колибри“, София (2014), прев. Венцислав Венков
- Missing You (2014)
Липсваш ми, изд.: ИК „Колибри“, София (2015), прев. Венцислав Венков
- The Stranger (2015)
Непознатият, изд.: ИК „Колибри“, София (2015), прев. Венцислав Венков
- Fool Me Once (2016)
Излъжеш ли ме веднъж..., изд.: ИК „Колибри“, София (2016), прев. Венцислав Божилов
- Don't Let Go (2017)

### Серия „Майрън Болитар“ (Myron Bolitar)
1. Deal Breaker (1995) – награда „Антъни“
2. Drop Shot (1996)
3. Fade Away (1996) – награда „Шеймъс“
Под прикритие, изд.: Атика, София (1999), прев. Елена Чизмарова
4. Back Spin (1997) – награда „Бари“
5. One False Move (1998)
Погрешен удар, изд.: Атика, София (1999), прев. Елена Чизмарова
6. The Final Detail (1999)
7. Darkest Fear (2000)
8. Promise Me (2006)
9. Long Lost (2009)
Изгубена завинаги, изд.: ИК „Колибри“, София (2010), прев. Мария Донева
10. Live Wire (2011)
Под напрежение, изд.: ИК „Колибри“, София (2012), прев. Венцислав Венков
11. Home (2016)
Дом, изд.: ИК „Колибри“, София (2018), прев. Богдан Русев

### Серия „Мики Болитар“ (Mickey Bolitar)
1. Shelter (2011)
2. Seconds Away (2012)
3. Found (2013)

### Разкази
- The Key to my Father (2003)

### Сборници
- Crime Writers: A Decade of Crime (2013) – с Марк Билингъм, Ан Клийвс, П. Д. Джеймс, Вал Макдърмид и Стив Мозби

## Оценки
- „Това, което Алфред Хичкок правеше в киното, Харлан Коубън го прави сега в романите си.“ – сп. Форбс
- „Харлан Коубън е съвременният майстор на привидно изкривената действителност, който те подмамва още от първата страница, за да те шокира при прочета на последната.“ – Дан Браун
- „Светът на кримката имаше нужда от Харлан Кобън. Той е майстор на остроумния сюжет и изненадите. Той има какво да каже.“ – Майкъл Конъли